# 名張市
名張市（日语：／ Nabari shi */?）是位於日本三重縣西部，屬於伊賀地方的城市；轄區主要位於上野盆地南部，四周為山林所環繞。

## 人口
由於近畿日本鐵道大阪線的緣故，利用鐵路約可在一小時內抵達大阪府內各主要城市，因而發展成為大阪府的通勤城鎮；在1980年代開始開發了包括「桔梗之丘」、「杜鵑之丘」、「梅之丘」、「百合之丘」、「皋月杜鹃台」、「鈴蘭台」多個大規模的住宅區。
直到2000年代之後，人口開始往市中心集中，名張的人口成長才趨緩。
| 名張市人口分布圖 |                                               |  |
| 名張市與日本全國年齡別人口分布比較圖 （2005年資料） | 名張市的年齡、男女別人口分布圖 （2005年資料） |  |
| ■紫色是名張市 ■綠色是全国 | ■藍色是男性 ■紅色是女性                       |  |
| 名張市人口變化 \| 1970年 \| 30,862人 \| \| \| 1975年 \| 34,929人 \| \| \| 1980年 \| 44,488人 \| \| \| 1985年 \| 56,474人 \| \| \| 1990年 \| 68,933人 \| \| \| 1995年 \| 79,913人 \| \| \| 2000年 \| 83,291人 \| \| \| 2005年 \| 82,156人 \| \| \| 2010年 \| 80,284人 \| \| \| 2015年 \| 78,795人 \| \| \| 2020年 \| 76,387人 \| \| |                                               |  |
| 資料來源：日本總務省統計中心提供之人口普查數據 |                                               |  |
| 1970年 | 30,862人                                      |  |
| 1975年 | 34,929人                                      |  |
| 1980年 | 44,488人                                      |  |
| 1985年 | 56,474人                                      |  |
| 1990年 | 68,933人                                      |  |
| 1995年 | 79,913人                                      |  |
| 2000年 | 83,291人                                      |  |
| 2005年 | 82,156人                                      |  |
| 2010年 | 80,284人                                      |  |
| 2015年 | 78,795人                                      |  |
| 2020年 | 76,387人                                      |  |

## 歷史
過去在令制國時代屬於伊賀國，由於位於大和至伊勢的路上，在八世紀前曾是宿場；在七世紀的壬申之亂時，後來成為天武天皇的大海人皇子在往東逃往美濃時即曾經過此地。
八世紀後由於東大寺在本地設立的莊園，人口開始成長，14世紀後被各地方的小勢力所割據，大致上南部為伊勢的北畠氏所掌控，北部則屬於仁木氏的勢力範圍；1581年的天正伊賀之亂後由織田信長所控制，1585年筒井定次受封於此並建立伊賀上野藩，但在1615年改劃入津藩，此後交由藤堂氏的分家名張藤堂家負責，也開始以城下町的形式發展。
19世紀末江戶時代結束實施廢藩置縣後改隸屬津縣，1872年的第一次府縣整併中被併入安濃津縣，三個月後安濃津縣即更名為三重縣。
1889年日本實施町村制，在現今名張市市區的位置設立了名張町，同時現在的名張市轄區在當時還分屬藏持村、薦原村、錦生村、瀧川村、箕曲村、比奈知村、國津村、古山村八個行政區劃；1940年代到1950年代之間，名張町陸續併入周邊的五個行政區劃，1954年再與箕曲村、瀧川村、國津村合併為新設立的名張市。1957年再併入古山村的南地區。

### 變遷表
| 1896年4月1日 | 1896年 - 1912年 | 1912年 - 1944年         | 1945年 - 1954年             | 1945年 - 1954年            | 1955年 - 1989年            | 1989年 - 現在              | 現在                       |
| ------------ | --------------- | ----------------------- | --------------------------- | -------------------------- | -------------------------- | -------------------------- | -------------------------- |
| 箕曲村       | 箕曲村          | 1942年5月5日 併入名張町 | 1949年8月1日 分出設立箕曲村 | 1954年3月31日 合併為名張市 | 1954年3月31日 合併為名張市 | 名張市                     | 名張市                     |
| 名張町       | 名張町          | 名張町                  | 名張町                      | 1954年3月31日 合併為名張市 | 1954年3月31日 合併為名張市 | 名張市                     | 名張市                     |
| 藏持村       | 藏持村          | 1942年5月5日 併入名張町 | 名張町                      | 1954年3月31日 合併為名張市 | 1954年3月31日 合併為名張市 | 名張市                     | 名張市                     |
| 薦原村       |                 | 1942年5月5日 併入名張町 | 名張町                      | 1954年3月31日 合併為名張市 | 1954年3月31日 合併為名張市 | 名張市                     | 名張市                     |
| 錦生村       | 錦生村          | 錦生村                  | 1951年4月1日 併入名張町     | 1954年3月31日 合併為名張市 | 1954年3月31日 合併為名張市 | 名張市                     | 名張市                     |
| 比奈知村     |                 |                         | 1951年4月1日 併入名張町     | 1954年3月31日 合併為名張市 | 1954年3月31日 合併為名張市 | 名張市                     | 名張市                     |
| 美濃波多村   |                 |                         | 1951年4月1日 併入名張町     | 1954年3月31日 合併為名張市 | 1954年3月31日 合併為名張市 | 名張市                     | 名張市                     |
| 瀧川村       |                 |                         |                             | 1954年3月31日 合併為名張市 | 1954年3月31日 合併為名張市 | 名張市                     | 名張市                     |
| 國津村       |                 |                         |                             | 1954年3月31日 合併為名張市 | 1954年3月31日 合併為名張市 | 名張市                     | 名張市                     |
| 古山村       | 古山村          | 古山村                  | 古山村                      | 古山村                     | 1957年7月1日 併入名張市    | 名張市                     | 名張市                     |
| 古山村       | 古山村          | 古山村                  | 古山村                      | 古山村                     | 1957年7月1日 併入上野市    | 2004年11月1日 合併為伊賀市 | 2004年11月1日 合併為伊賀市 |

## 行政

#### 歴任市長
| 屆 | 姓名       | 上任日期      | 卸任日期      | 備註 |
| -- | ---------- | ------------- | ------------- | ---- |
| 1  | 北田藤太郎 | 1954年4月25日 | 1958年4月24日 |      |
| 2  | 北田藤太郎 | 1958年4月25日 | 1962年4月24日 |      |
| 3  | 北田藤太郎 | 1962年4月25日 | 1966年4月24日 |      |
| 4  | 北田藤太郎 | 1966年4月25日 | 1970年4月24日 |      |
| 5  | 北田藤太郎 | 1970年4月25日 | 1974年4月24日 |      |
| 6  | 永岡茂之   | 1974年4月25日 | 1978年4月24日 |      |
| 7  | 永岡茂之   | 1978年4月25日 | 1982年4月24日 |      |
| 8  | 永岡茂之   | 1982年4月25日 | 1986年4月24日 |      |
| 9  | 永岡茂之   | 1986年4月25日 | 1990年4月24日 |      |
| 10 | 富永英輔   | 1990年4月25日 | 1994年4月24日 |      |
| 11 | 富永英輔   | 1994年4月25日 | 1998年4月24日 |      |
| 12 | 富永英輔   | 1998年4月25日 | 2002年4月24日 |      |
| 13 | 龜井利克   | 2002年4月25日 | 2006年4月24日 |      |
| 14 | 龜井利克   | 2006年4月25日 | 2010年4月24日 |      |
| 15 | 龜井利克   | 2010年4月25日 | 2014年4月24日 |      |
| 16 | 龜井利克   | 2014年4月25日 | 2018年4月24日 |      |
| 17 | 龜井利克   | 2018年4月25日 | 2022年4月24日 |      |
| 18 | 北川裕之   | 2022年4月25日 | 現任          |      |

## 交通
近畿日本鐵道大阪線以東北-西南方向穿過名張市的主要市區，除了名阪甲特急外，所有列車都會在名張車站停靠；從名張車站經特急列車往西僅需48分鐘即可抵達大阪市內的鶴橋車站，往東則可在約32分鐘抵達津市、約55分鐘抵達四日市市，1小時24分抵達名古屋市。
由於境內沒有高速公路，得往北進入伊賀市或奈良縣山添村，再藉由名阪國道接入高速公路路網。

### 鐵路
- 近畿日本鐵道
  - 大阪線：（←宇陀市） - 赤目口車站 - 名張車站 - 桔梗丘車站 - 美旗車站 - （伊賀市→）

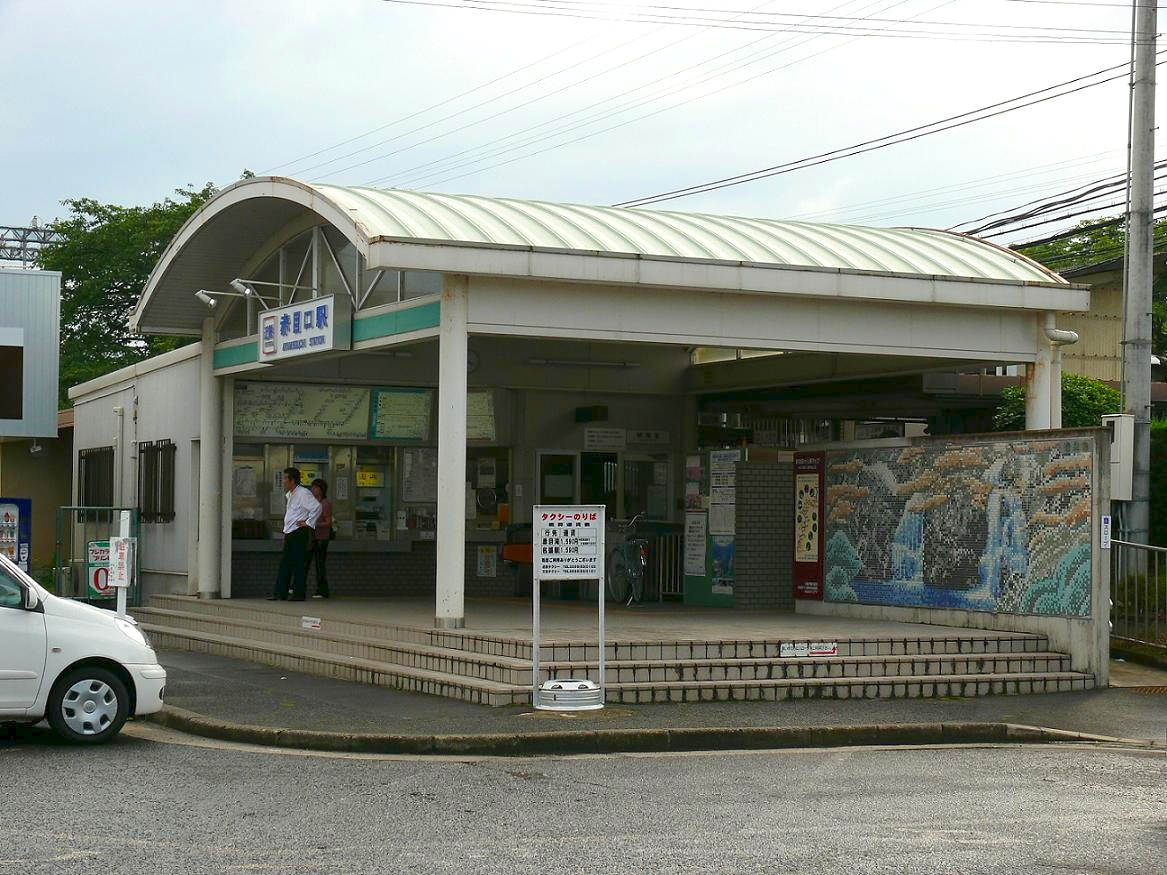
赤目口車站
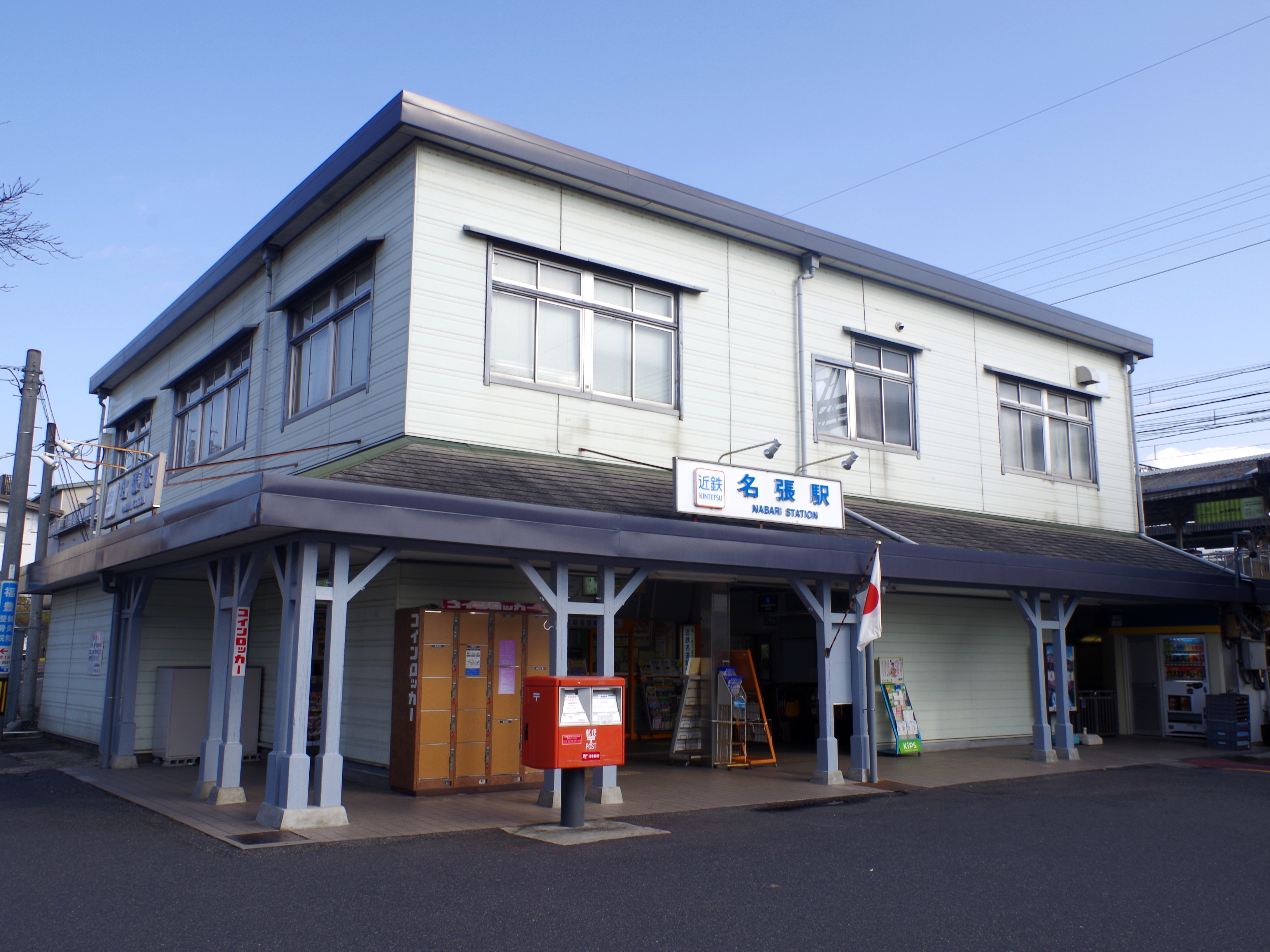
名張車站
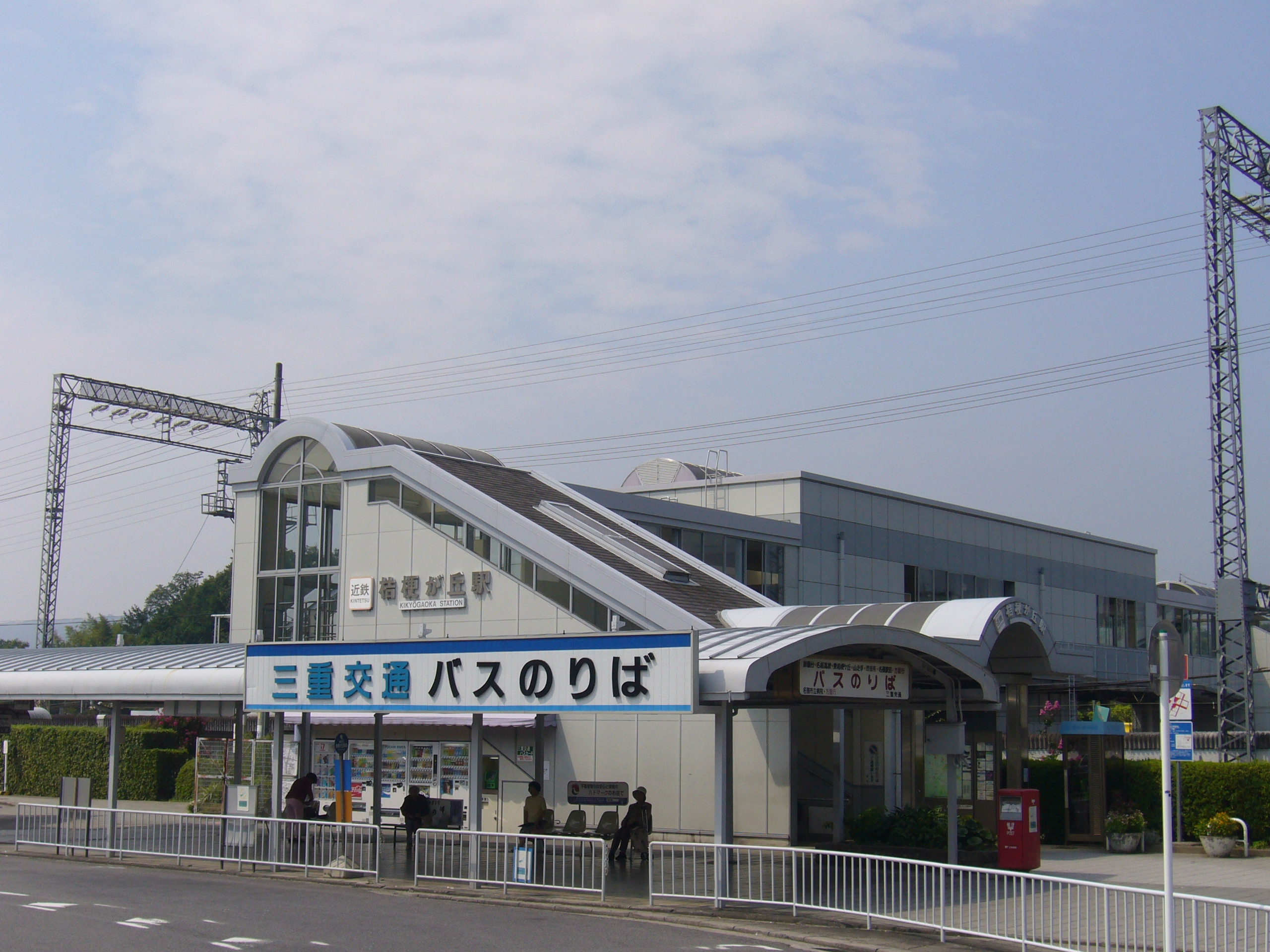
桔梗丘車站南口
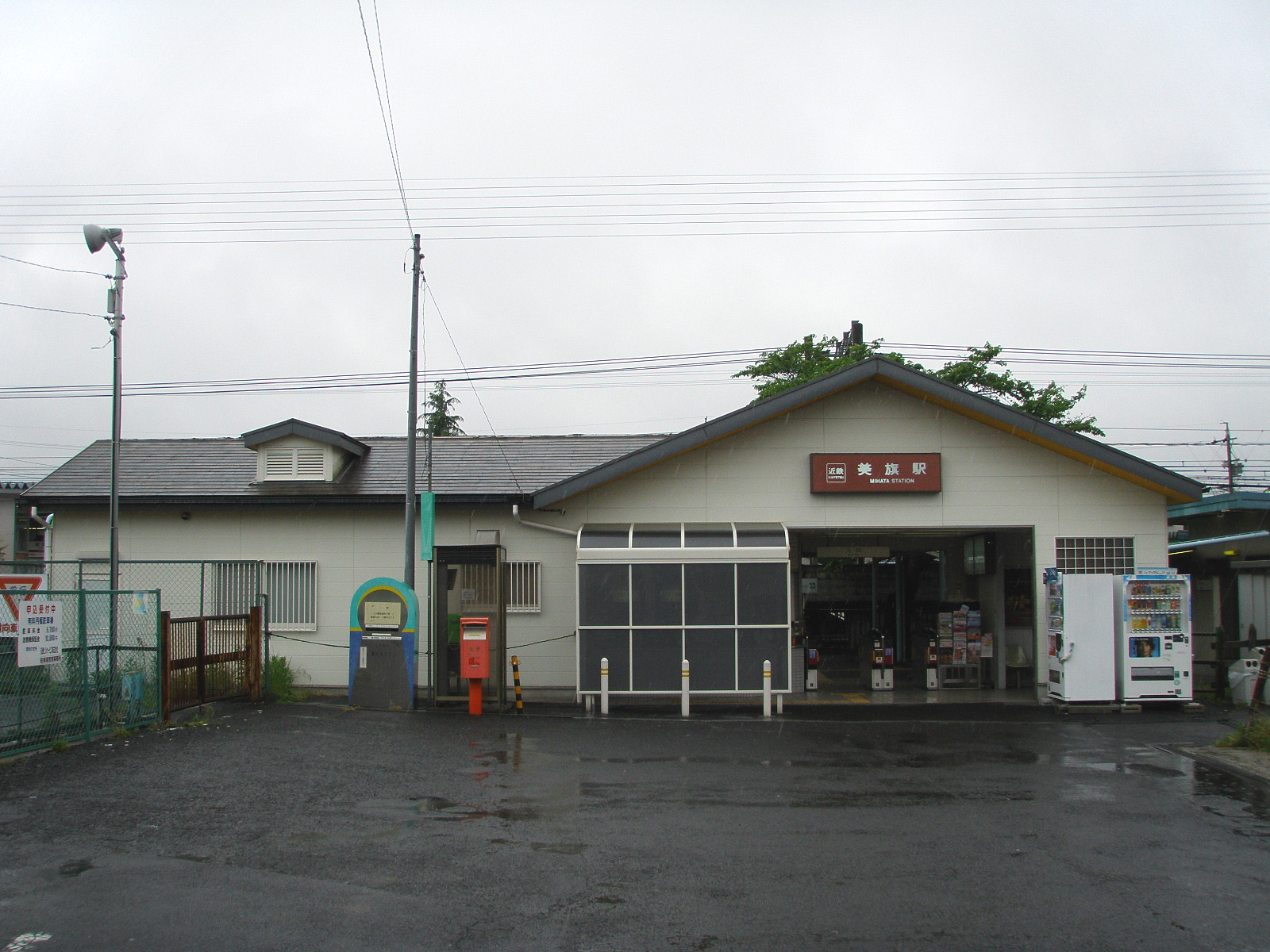
美旗車站

## 觀光資源
過去在江戶時代治理名張的名張藤堂家的住所位於現今名張市區內，為日本少數現存上級武士的住所，經整修後已對外開放參觀，其內亦有展示名張藤堂家始祖藤堂高吉過去相關的文物資料。
南部的丈六川在赤目町地區沿岸的溪谷有許多瀑布，被合稱為赤目四十八瀧，被選入森林浴之森100、日本瀑布百選、遊歩百選、平成名水百選，此區域與香落溪、青蓮寺川沿岸的溪谷都被劃入室生赤目青山國定公園及赤目一志峽縣立自然公園。

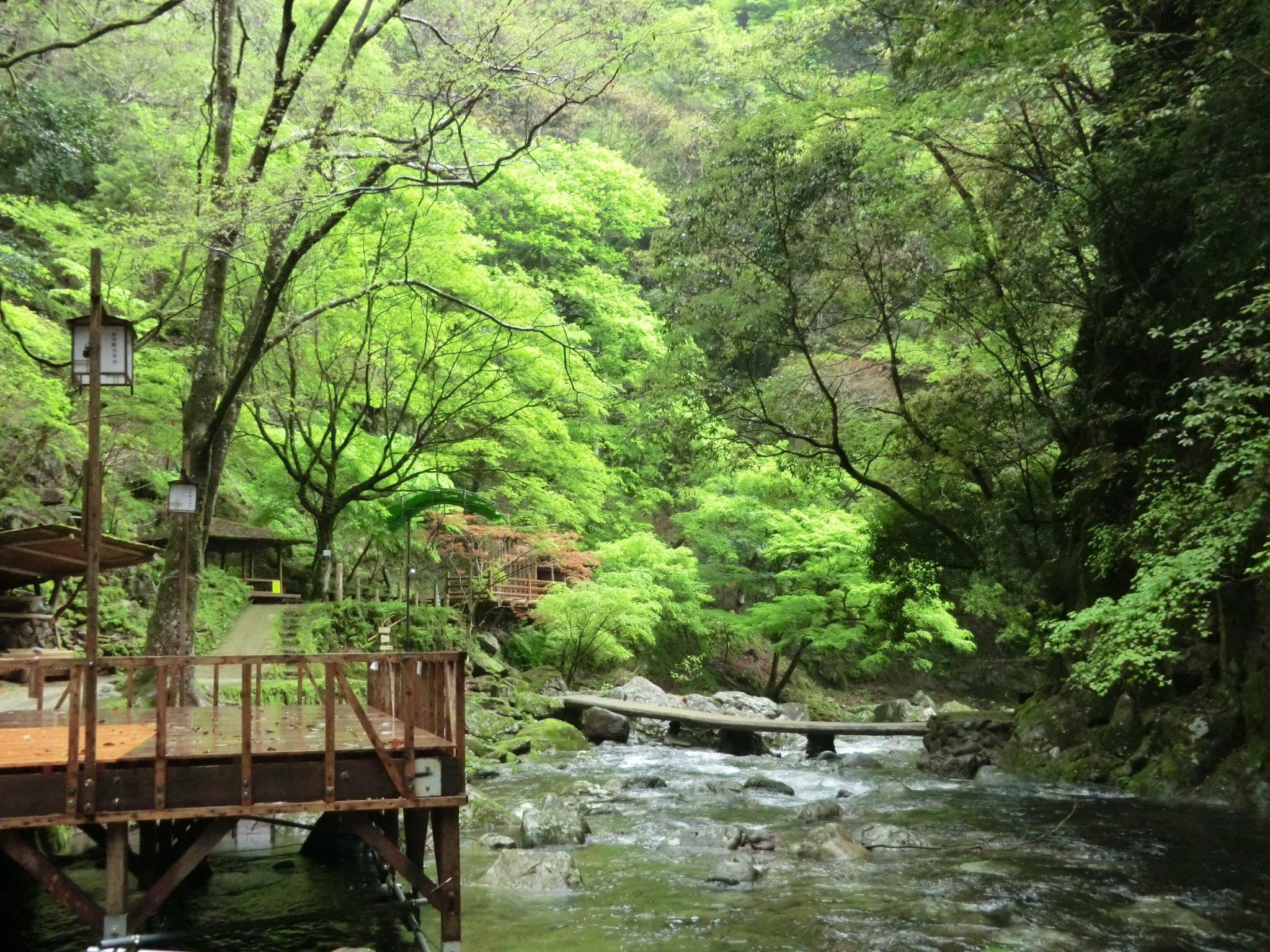
赤目四十八瀧所在的溪谷
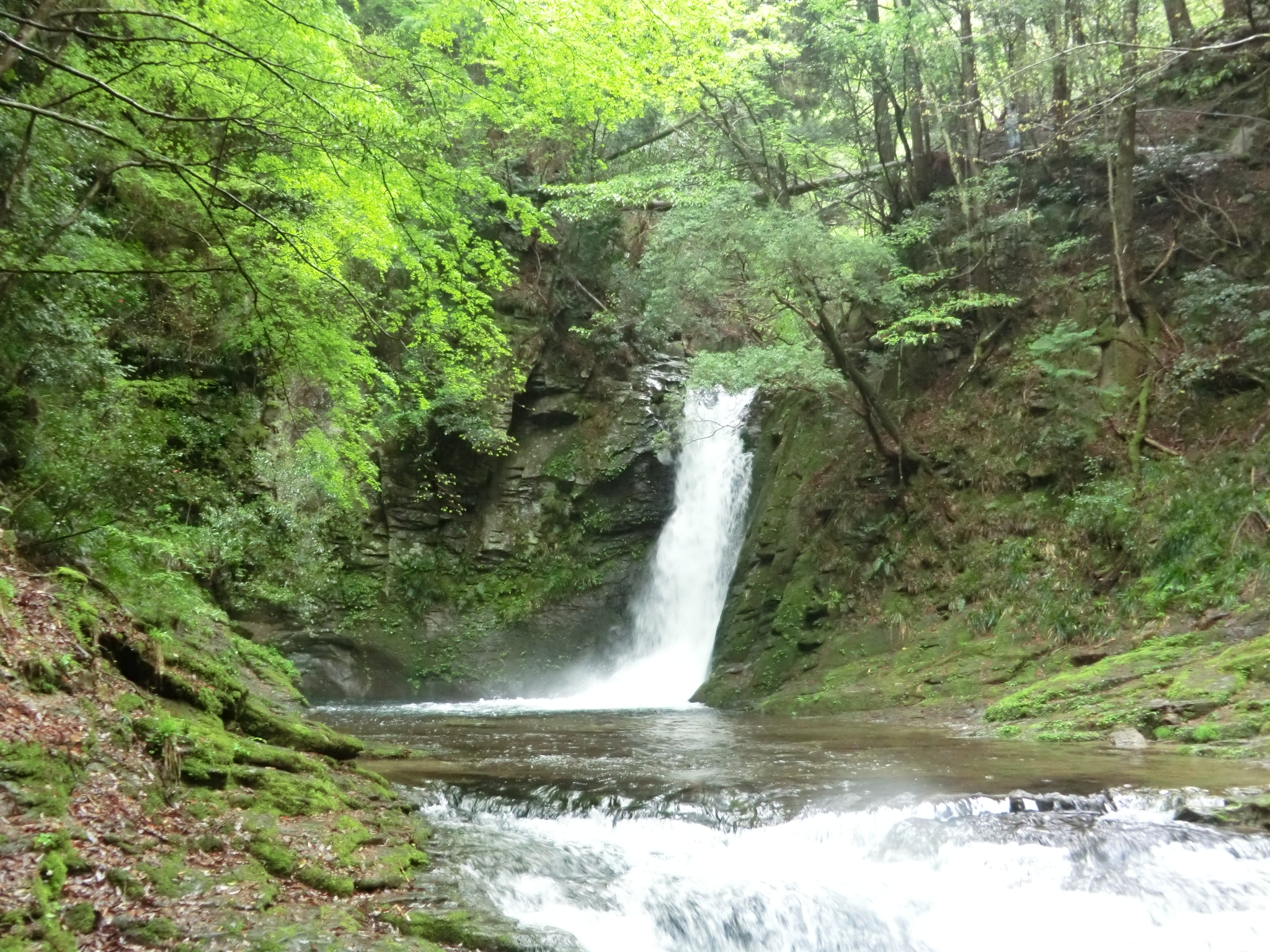
赤目四十八瀧 - 琵琶瀑布
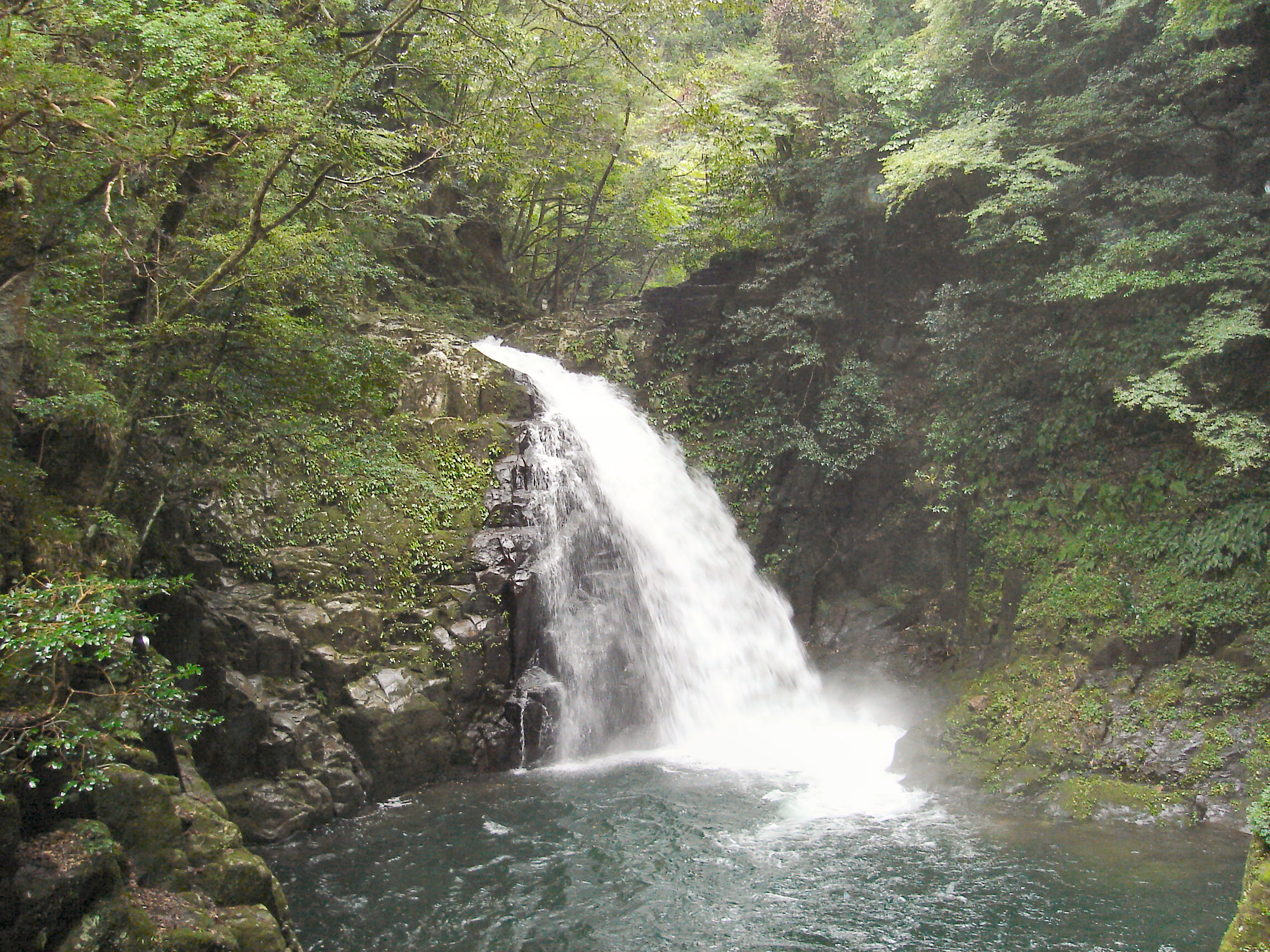
赤目四十八瀧 - 不動瀑布
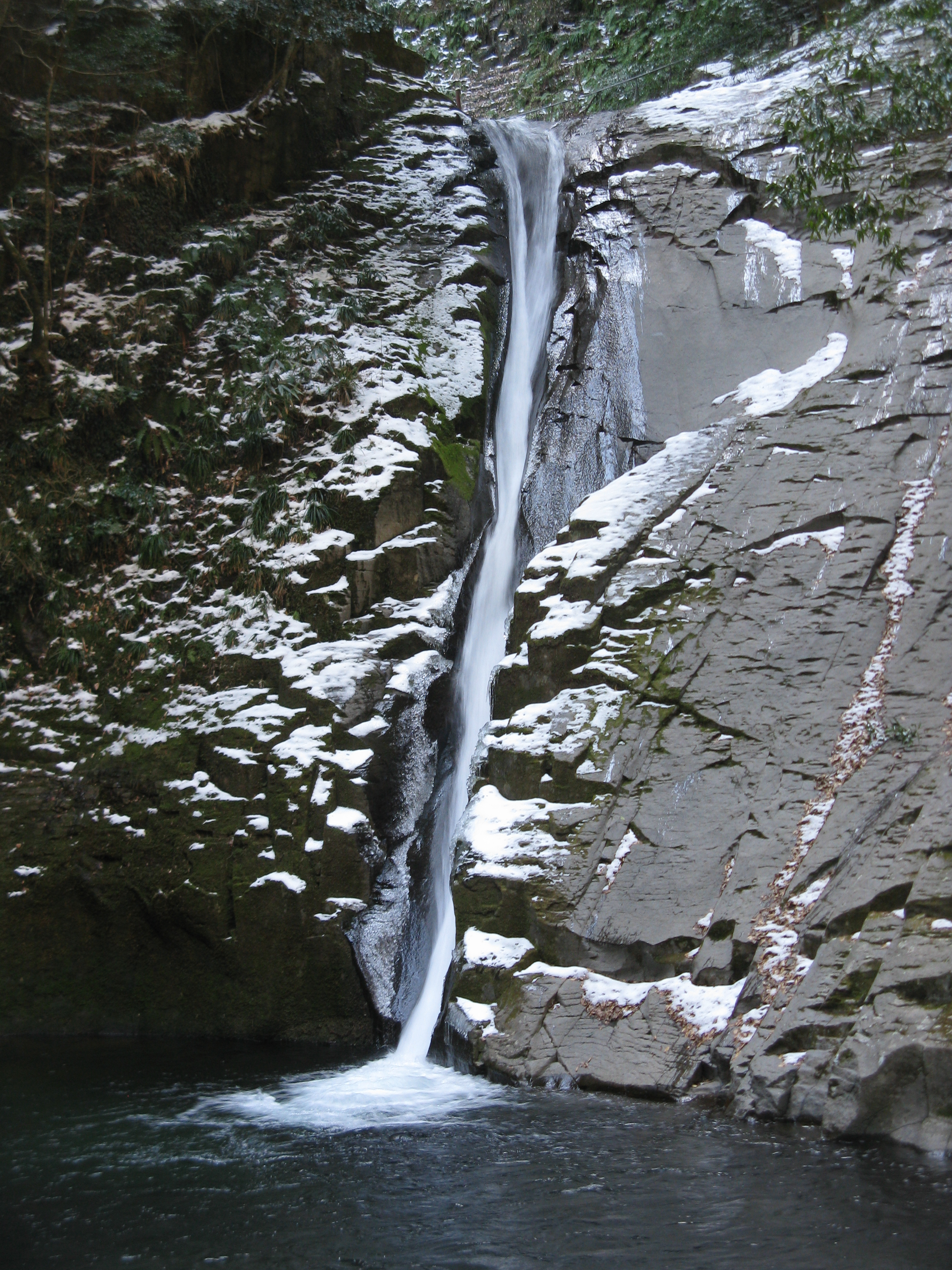
赤目四十八瀧 - 布曳瀑布
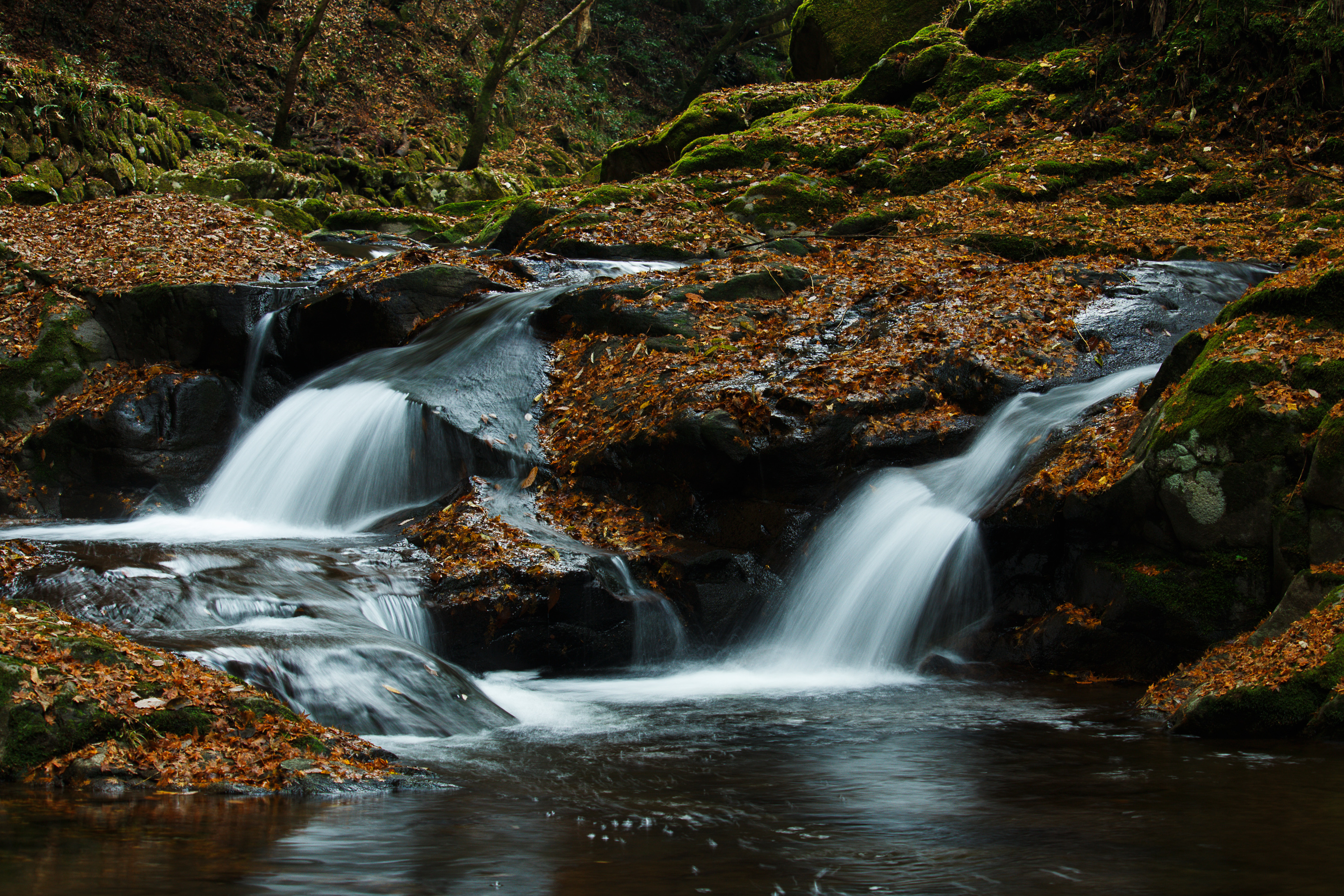
赤目四十八瀧 - 姊妹瀑布

## 教育
屬於伊勢神宮體系的皇學館大學過去在1998年至2009年期間曾在名張設有名張學舍，招收社會福祉學部學生，但由於招生困難，在2009年停止招生後，2011年關閉了名張學舍；不過原本位於熊野市的近畿大學工業高等專門學校也同樣由於在熊野面臨招生困難的處境，因此在2011年接替使用原屬皇學館大學的校舍，自熊野市遷至名張。

## 外部連結
- （日語） 名張市政府秘書廣報室的Facebook專頁
- （日語） 名張市政府秘書廣報室的X（前Twitter）
- （日語） 名張市的Instagram帳戶
- （日語） YouTube上的來住名張頻道
- （日語） 名張觀光指引（页面存档备份，存于）